# Final de la Copa de Campeones de Europa 1976-77
La Final de la Copa de Campeones de Europa 1976-77 fue un partido de fútbol disputado entre el Liverpool de Inglaterra y el Borussia Mönchengladbach de Alemania el 25 de mayo de 1977 en el Estadio Olímpico de Roma, lugar escogido el 17 de septiembre de 1976 tras una reunión en Berna del comité ejecutivo de la UEFA. El encuentro definió al ganador de la Copa de Campeones de Europa, la principal competición futbolística del continente. Ambos equipos disputaban por primera vez la final del torneo, aunque anteriormente habían definido al ganador de la Copa de la UEFA 1972-73, con triunfo del Liverpool por un global de 3-2.
Cada equipo tuvo que superar en total cuatro rondas para llegar a la final. Las eliminatorias se definieron en dos partidos, uno en cada estadio de los contendientes. Rumbo a la definición del campeonato el Liverpool superó en cuartos al subcampeón de la edición pasada, el Saint-Étienne, por un gol de diferencia en dos partidos, mientras que en semifinales venció al F. C. Zürich por un global de 6-1. El Borussia Mönchengladbach consiguió el pase a través de un camino con resultados ajustados: en todas las llaves ganaron por un margen de un gol, excepto contra Austria Viena.  
Con 52 078 espectadores en el estadio, el Liverpool rápidamente se adelantó en el marcador con un gol de Terry McDermott, pero Allan Simonsen empató para el Mönchengladbach en los primeros minutos del segundo tiempo. Tommy Smith volvió a adelantar al equipo inglés y luego Phil Neal anotó el 3-1 definitivo que les entregó su primera Copa de Campeones de Europa. El triunfo convirtió a Bob Paisley en el primer entrenador en ganar en temporadas sucesivas la Copa de la UEFA y la Copa de Campeones de Europa.

## Camino a la final

### Liverpool
Liverpool participó en el torneo como el campeón vigente de la Football League First Division y de la Copa de la UEFA, en la que venció en la final al Club Brujas por 4-3. En primera ronda se enfrentó al campeón de la Irish League, Crusaders F. C., al cual venció en el partido de ida en Anfield por 2-0 con un penal anotado por Phil Neal y otro tanto de John Toshack. El partido de vuelta, disputado en Seaview, resultó en un triunfo por 5-0 para el Liverpool. Cuatro de los goles fueron anotados en los últimos nueve minutos, lo que hizo que el marcador se viera más unilateral de lo que realmente fue el partido. Tras ganar la serie anterior con un global de 7-0, en segunda ronda se encontró con el campeón de la liga turca, el Trabzonspor. El plan del Liverpool para la llave era evitar la derrota en el Estadio Hüseyin Avni Aker, pero un penal a favor de los turcos a mediados del segundo tiempo selló el encuentro de ida. En Anfield logró recuperarse y con tres goles anotados en los primeros minutos del primer tiempo definió la llave con un global de 3-1 y selló su paso a cuartos de final.
En esta instancia se enfrentó al subcampeón de la edición pasada, el Saint-Étienne. Al igual que en la ronda pasada, el Liverpool perdió  de visita por 1-0 en el Estadio Geoffroy-Guichard. El partido de vuelta en Anfield es considerado uno de los más memorables que ha disputado en competiciones europeas. Kevin Keegan emparejó la serie a los dos minutos, pero un gol de Dominique Bathenay para el Saint-Étienne a comienzos del segundo tiempo lo obligó a convertir dos anotaciones para llegar a semifinales, esto debido a la regla del gol de visitante. Liverpool logró emparejar la serie y el gol faltante para la victoria llegó obra de David Fairclough, quien había entrado al campo doce minutos atrás en reemplazo de John Toshack. Con eso ganó la llave por un global de 3-2. En semifinales enfrentó alcampeón de Suiza, el Zurich F. C.. En el partido de ida disputado en Letzigrund comenzó perdiendo, pero logró remontar el marcador y ganar por 3-1. Finalmente definió su paso a la final continental con una victoria por 3-0 en Anfield y un global de 6-1.
| Fecha                                                                | Fase                     | Estadio                          | Local           | Resultado | Visitante       |
| -------------------------------------------------------------------- | ------------------------ | -------------------------------- | --------------- | --------- | --------------- |
| 14 de septiembre de 1976                                             | Primera ronda Llave 8    | Anfield, Liverpool               | Liverpool F. C. | 2 - 0     | Crusaders F. C. |
| 28 de septiembre de 1976                                             | Primera ronda Llave 8    | Seaview, Belfast                 | Crusaders F. C. | 0 - 5     | Liverpool F. C. |
| Liverpool F. C. clasificó a segunda ronda con un global de 7 - 0.    |                          |                                  |                 |           |                 |
| 20 de octubre de 1976                                                | Segunda ronda Llave 4    | Hüseyin Avni Aker, Trebisonda    | Trabzonspor     | 1 – 0     | Liverpool F. C. |
| 3 de noviembre de 1976                                               | Segunda ronda Llave 4    | Anfield, Liverpool               | Liverpool F. C. | 3 – 0     | Trabzonspor     |
| Liverpool F. C. clasificó a cuartos de final con un global de 3 - 1. |                          |                                  |                 |           |                 |
| 2 de marzo de 1977                                                   | Cuartos de final Llave 2 | Geoffroy-Guichard, Saint-Étienne | Saint-Étienne   | 1 - 0     | Liverpool F. C. |
| 16 de marzo de 1977                                                  | Cuartos de final Llave 2 | Anfield, Liverpool               | Liverpool F. C. | 3 - 1     | Saint-Étienne   |
| Liverpool F. C. clasificó a semifinales con un global de 3 - 2.      |                          |                                  |                 |           |                 |
| 6 de abril de 1977                                                   | Semifinales Llave 1      | Letzigrund, Zúrich               | Zurich F. C.    | 1 - 3     | Liverpool F. C. |
| 20 de abril de 1977                                                  | Semifinales Llave 1      | Anfield, Liverpool               | Liverpool F. C. | 3 - 0     | Zurich F. C.    |
| Liverpool F. C. clasificó a la final con un global de 6 - 1.         |                          |                                  |                 |           |                 |

### Borussia Mönchengladbach
Borussia llegó al torneo tras ganar la Bundesliga 1975-76 y enfrentó en primera ronda al Austria Viena, campeón de la nación homónima. Aunque perdió su partido de visita en el Estadio Franz Horr por 1-0, definió su paso a la siguiente fase tras ganar por 3-0 en el Bökelbergstadion con goles de Uli Stielike, Rainer Bonhof y Jupp Heynckes. En segunda ronda enfrentó al Torino, campeón de la Serie A italiana. En el Estadio Olímpico de Turín logró sacar ventaja con un triunfo 2-1, resultado definitivo de la serie tras empatar 0-0 de local.
Su rival en cuartos de final fue Club Brujas. En la llave de ida, jugada en el Bökelbergstadion, comenzaron perdiendo por 2-0 en el primer tiempo, pero en el segundo remontaron y lograron empatar 2-2 con goles de Christian Kulik y Allan Simonsen. Eso sí, Club Brujas consiguió dos goles de visita que obligaban al equipo alemán a convertir al menos un gol en el Estadio Jan Breydel. Tras un primer tiempo en tablas, Wilfried Hannes anotó faltando seis minutos para el final del segundo parcial el gol necesario para la clasificación del Borussia. Con la victoria por 1-0 logró ganar la serie por 3-2, pasar a semifinales y enfrentar al campeón de la Unión Soviética, el Dinamo de Kiev. Perdió el partido de visita por 1-0 en el Estadio Central y se vio obligado a definir la llave de local. A mediados del segundo tiempo Rainer Bonhof emparejó la serie y, con ocho minutos para el final, Hans-Jürgen Wittkamp marcó el 2-0 que definió la entrada a su primera final en la Copa de Campeones de Europea.
| Fecha                                                                         | Fase                     | Estadio                           | Local                    | Resultado | Visitante                |
| ----------------------------------------------------------------------------- | ------------------------ | --------------------------------- | ------------------------ | --------- | ------------------------ |
| 14 de septiembre de 1976                                                      | Primera ronda Llave 13   | Franz Horr, Viena                 | Austria Viena            | 1 - 0     | Borussia Mönchengladbach |
| 28 de septiembre de 1976                                                      | Primera ronda Llave 13   | Bökelbergstadion, Mönchengladbach | Borussia Mönchengladbach | 3 - 0     | Austria Viena            |
| Borussia Mönchengladbach clasificó a segunda ronda con un global de 3 - 1.    |                          |                                   |                          |           |                          |
| 20 de octubre de 1976                                                         | Segunda ronda Llave 7    | Olímpico de Turín, Turín          | Torino                   | 1 – 2     | Borussia Mönchengladbach |
| 3 de noviembre de 1976                                                        | Segunda ronda Llave 7    | Bökelbergstadion, Mönchengladbach | Borussia Mönchengladbach | 0 – 0     | Torino                   |
| Borussia Mönchengladbach clasificó a cuartos de final con un global de 2 - 1. |                          |                                   |                          |           |                          |
| 2 de marzo de 1977                                                            | Cuartos de final Llave 4 | Bökelbergstadion, Mönchengladbach | Borussia Mönchengladbach | 2 - 2     | Club Brujas              |
| 16 de marzo de 1977                                                           | Cuartos de final Llave 4 | Jan Breydel, Brujas               | Club Brujas              | 0 - 1     | Borussia Mönchengladbach |
| Borussia Mönchengladbach clasificó a semifinales con un global de 3 - 2.      |                          |                                   |                          |           |                          |
| 6 de abril de 1977                                                            | Semifinales Llave 2      | Estadio Central, Kiev             | Dinamo de Kiev           | 1 - 0     | Borussia Mönchengladbach |
| 20 de abril de 1977                                                           | Semifinales Llave 2      | Bökelbergstadion, Mönchengladbach | Borussia Mönchengladbach | 2 - 0     | Dinamo de Kiev           |
| Borussia Mönchengladbach clasificó a la final con un global de 2 - 1.         |                          |                                   |                          |           |                          |

## Partido

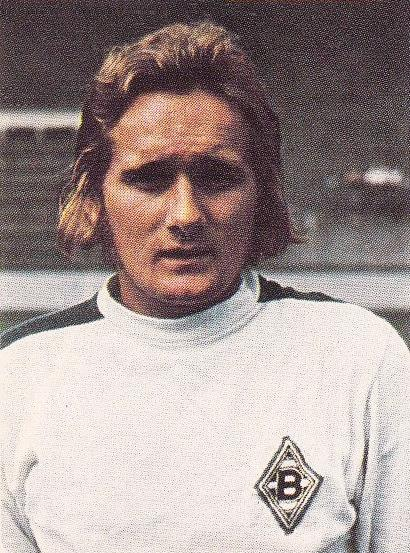
Allan Simonsen (en la fotografía) marcó el empate parcial para el Borussia Mönchengladbach en los primeros minutos del segundo tiempo.

### Contexto
La final de 1977 fue la primera vez que Liverpool y Borussia Mönchengladbach llegaban al partido definitorio del torneo, aunque anteriormente se habían enfrentado para resolver al campeón de la Copa de la UEFA 1972-73, la cual ganó el equipo inglés por un global de 3-2.  A pesar de ser su primera final en la Copa de Campeones de Europa, ambos equipos habían sido campeones en competiciones europeas. Además de su triunfo en 1972-73 contra el Borussia, Liverpool salió campeón en la temporada 1975-76 tras superar al Club Brujas por 4-3 en la final a dos partidos.  Mientras tanto, el Mönchengladbach había logrado salir campeón en la versión 1974-75 tras vencer en la serie al F. C. Twente holandés por un global de 5-1.
Liverpool llegó a la final tras ganar por décima vez la Football League First Division, en esta ocasión un punto sobre su más cercano perseguidor, el Manchester City. Además había logrado llegar a la final de la FA Cup 1976-77, lo que le daba la posibilidad de ganar un triplete sin precedentes de liga, FA Cup y Copa de Europa, pero finalmente Manchester United se impuso por 2-1. Borussia Mönchengladbach, en tanto, llegó como el campeón vigente de la Bundesliga, un punto sobre Schalke 04 y Eintracht Braunschweig, y buscaba ser el segundo equipo alemán en obtener el torneo tras lo conseguido por el Bayern de Múnich, ganador en las tres finales anteriores.

### Resumen
La primera oportunidad del partido fue para el Borussia, pero el tiro de Rainer Bonhof salió repelido por el travesaño. Al minuto 24 se lesionó en el Mönchengladbach Herbert Wimmer y tuvo que se reemplazado por Christian Kulik. Tres minutos después, Ian Callaghan ganó la pelota en el mediocampo y se la entregó a Steve Heighway por la banda derecha. Este se adentró por el centro,  dio un pase al espacio y Terry McDermott abrió el marcador. Tras el gol, Mönchengladbach ganó terreno en el juego, pero no fue capaz de lograr el empate en el primer tiempo.
Siete minutos tras la reanudación el equipo alemán logró la paridad. Tras recibir un pase fallado por Jimmy Case, Allan Simonsen avanzó hacia la portería y anotó el 1-1. Momentos después, Liverpool pidió penal tras una supuesta falta de Berti Vogts sobre Kevin Keegan, pero el árbitro hizo que siguiera el juego. Cinco minutos después del gol Simonsen lanzó un centro desde la banda que fue recibido por Uli Stielike, cuyo disparo tapó el arquero del Liverpool, Ray Clemence. Tras ello el equipo inglés retomó la delantera gracias a un saque de esquina por la izquierda. Heighway lanzó un centro al área penal que fue recibido cerca del primer palo por Tommy Smith, quien cabeceó para marcar el 2-1 en su partido número 600 con el equipo. Poco después pareció que Bonhof cometió falta en el área penal a Heighway, pero el árbitro volvió a desestimarlo. Sin embargo, al minuto 82 pitó la pena máxima luego que Vogts bajara a Kevin Keegan. Phil Neal se encargó de la ejecución y marcó el 3-1 definitivo. Con ese resultado Liverpool obtuvo su primera Copa de Campeones de Europa.

### Detalles
| 1     | POR   | Ray Clemence    |  |
| 4     | DEF   | Tommy Smith     |  |
| 6     | DEF   | Emlyn Hughes    |  |
| 2     | DEF   | Phil Neal       |  |
| 3     | DEF   | Joey Jones      |  |
| 8     | MED   | Jimmy Case      |  |
| 11    | MED   | Terry McDermott |  |
| 10    | MED   | Ian Callaghan   |  |
| 5     | MED   | Ray Kennedy     |  |
| 7     | DEL   | Kevin Keegan    |  |
| 9     | DEL   | Steve Heighway  |  |
| D. T. | D. T. | Bob Paisley     |  |

| 1     | POR   | Wolfgang Kneib       |     |
| 5     | DEF   | Rainer Bonhof        |     |
| 4     | DEF   | Hans-Jürgen Wittkamp |     |
| 3     | DEF   | Hans Klinkhammer     |     |
| 2     | DEF   | Berti Vogts          |     |
| 9     | MED   | Uli Stielike         |     |
| 6     | MED   | Horst Wohlers        | 79' |
| 10    | MED   | Frank Schäffer       |     |
| 7     | DEL   | Allan Simonsen       |     |
| 8     | DEL   | Herbert Wimmer       | 24' |
| 11    | DEL   | Jupp Heynckes        |     |
| D. T. | D. T. | Udo Lattek           |     |

| 12 | Centrocampista | Christian Kulik | 24' |
| 15 | Centrocampista | Wilfried Hannes | 79' |

| 28' · 64' · 82' | Terry McDermott Tommy Smith Phil Neal | 1:0 2:1 3:1 |

| 52' | Allan Simonsen | 1:1 |

| 86' | Uli Stielike |

| Principal  | Robert Wurtz    |
| Asistentes | Georges Konrath |
|            | René Vigliani   |

| 1     | POR   | Ray Clemence    |  |
| 4     | DEF   | Tommy Smith     |  |
| 6     | DEF   | Emlyn Hughes    |  |
| 2     | DEF   | Phil Neal       |  |
| 3     | DEF   | Joey Jones      |  |
| 8     | MED   | Jimmy Case      |  |
| 11    | MED   | Terry McDermott |  |
| 10    | MED   | Ian Callaghan   |  |
| 5     | MED   | Ray Kennedy     |  |
| 7     | DEL   | Kevin Keegan    |  |
| 9     | DEL   | Steve Heighway  |  |
| D. T. | D. T. | Bob Paisley     |  |

| 1     | POR   | Wolfgang Kneib       |     |
| 5     | DEF   | Rainer Bonhof        |     |
| 4     | DEF   | Hans-Jürgen Wittkamp |     |
| 3     | DEF   | Hans Klinkhammer     |     |
| 2     | DEF   | Berti Vogts          |     |
| 9     | MED   | Uli Stielike         |     |
| 6     | MED   | Horst Wohlers        | 79' |
| 10    | MED   | Frank Schäffer       |     |
| 7     | DEL   | Allan Simonsen       |     |
| 8     | DEL   | Herbert Wimmer       | 24' |
| 11    | DEL   | Jupp Heynckes        |     |
| D. T. | D. T. | Udo Lattek           |     |

| 12 | Centrocampista | Christian Kulik | 24' |
| 15 | Centrocampista | Wilfried Hannes | 79' |

| 28' · 64' · 82' | Terry McDermott Tommy Smith Phil Neal | 1:0 2:1 3:1 |

| 52' | Allan Simonsen | 1:1 |

| 86' | Uli Stielike |

| Principal  | Robert Wurtz    |
| Asistentes | Georges Konrath |
|            | René Vigliani   |

| 1     | POR   | Ray Clemence    |  |
| 4     | DEF   | Tommy Smith     |  |
| 6     | DEF   | Emlyn Hughes    |  |
| 2     | DEF   | Phil Neal       |  |
| 3     | DEF   | Joey Jones      |  |
| 8     | MED   | Jimmy Case      |  |
| 11    | MED   | Terry McDermott |  |
| 10    | MED   | Ian Callaghan   |  |
| 5     | MED   | Ray Kennedy     |  |
| 7     | DEL   | Kevin Keegan    |  |
| 9     | DEL   | Steve Heighway  |  |
| D. T. | D. T. | Bob Paisley     |  |

| 1     | POR   | Wolfgang Kneib       |     |
| 5     | DEF   | Rainer Bonhof        |     |
| 4     | DEF   | Hans-Jürgen Wittkamp |     |
| 3     | DEF   | Hans Klinkhammer     |     |
| 2     | DEF   | Berti Vogts          |     |
| 9     | MED   | Uli Stielike         |     |
| 6     | MED   | Horst Wohlers        | 79' |
| 10    | MED   | Frank Schäffer       |     |
| 7     | DEL   | Allan Simonsen       |     |
| 8     | DEL   | Herbert Wimmer       | 24' |
| 11    | DEL   | Jupp Heynckes        |     |
| D. T. | D. T. | Udo Lattek           |     |

| 12 | Centrocampista | Christian Kulik | 24' |
| 15 | Centrocampista | Wilfried Hannes | 79' |

| 28' · 64' · 82' | Terry McDermott Tommy Smith Phil Neal | 1:0 2:1 3:1 |

| 52' | Allan Simonsen | 1:1 |

| 86' | Uli Stielike |

| Principal  | Robert Wurtz    |
| Asistentes | Georges Konrath |
|            | René Vigliani   |

| 1     | POR   | Ray Clemence    |  |
| 4     | DEF   | Tommy Smith     |  |
| 6     | DEF   | Emlyn Hughes    |  |
| 2     | DEF   | Phil Neal       |  |
| 3     | DEF   | Joey Jones      |  |
| 8     | MED   | Jimmy Case      |  |
| 11    | MED   | Terry McDermott |  |
| 10    | MED   | Ian Callaghan   |  |
| 5     | MED   | Ray Kennedy     |  |
| 7     | DEL   | Kevin Keegan    |  |
| 9     | DEL   | Steve Heighway  |  |
| D. T. | D. T. | Bob Paisley     |  |

| 1     | POR   | Wolfgang Kneib       |     |
| 5     | DEF   | Rainer Bonhof        |     |
| 4     | DEF   | Hans-Jürgen Wittkamp |     |
| 3     | DEF   | Hans Klinkhammer     |     |
| 2     | DEF   | Berti Vogts          |     |
| 9     | MED   | Uli Stielike         |     |
| 6     | MED   | Horst Wohlers        | 79' |
| 10    | MED   | Frank Schäffer       |     |
| 7     | DEL   | Allan Simonsen       |     |
| 8     | DEL   | Herbert Wimmer       | 24' |
| 11    | DEL   | Jupp Heynckes        |     |
| D. T. | D. T. | Udo Lattek           |     |

| 12 | Centrocampista | Christian Kulik | 24' |
| 15 | Centrocampista | Wilfried Hannes | 79' |

| 28' · 64' · 82' | Terry McDermott Tommy Smith Phil Neal | 1:0 2:1 3:1 |

| 52' | Allan Simonsen | 1:1 |

| 86' | Uli Stielike |

| Principal  | Robert Wurtz    |
| Asistentes | Georges Konrath |
|            | René Vigliani   |

|                              |
| Bandera de Inglaterra        |
| Campeón Liverpool 1.° título |

## Consecuencias
El resultado sorprendió en los medios alemanes principalmente por el bajo nivel mostrado por el Borussia Mönchengladbach, el cual llegaba como candidato al título por su plantilla y logros durante la temporada. El diario Die Welt mencionó que cometieron una serie de errores infrecuentes y que «no se puede decir haya sido la mejor [final] de sus 22 años de historia». Express, de Colonia, dijo que «el equipo que actuó en Roma no era el verdadero Borussia». La prensa internacional e inglesa, en tanto, reconoció el buen juego del Liverpool en ofensiva y las acciones individuales de sus principales jugadores. L'Équipe elogió al equipo inglés y dijo que «sin ninguna sombra de duda fue superior, no dejando en el banquete romano más que las migajas al club alemán que era, teóricamente, el favorito de muchos». Uno de los principales medios de Liverpool, Echo, dijo que «son los maestros de Europa y de como jugar el fútbol europeo con estilo y eficiencia. Clase combinada con esfuerzo, destellos individuales con un soberbio trabajo en equipo». Los técnicos de los equipos también coincidieron con lo mencionado. Bob Paisley, del Liverpool, dijo que «nuestra victoria es totalmente justa. Todo debió quedar resuelto en el primer tiempo», mientras que Udo Lattek mencionó que «hemos estado desconocidos. Hubiera sido distinto si mis jugadores logran una actuación normal».
El triunfo del Liverpool también marcó el comienzo del dominio de los equipos ingleses en el torneo, frenado tras la Tragedia de Heysel. Además, Bob Paisley se consolidó como uno de los entrenadores más importantes de la historia del equipo. Como director técnico del Liverpool ganó en total veinte campeonatos, entre ellos tres Copa de Europa, durante las nueve temporadas que dirigió.